# Litostratygrafia

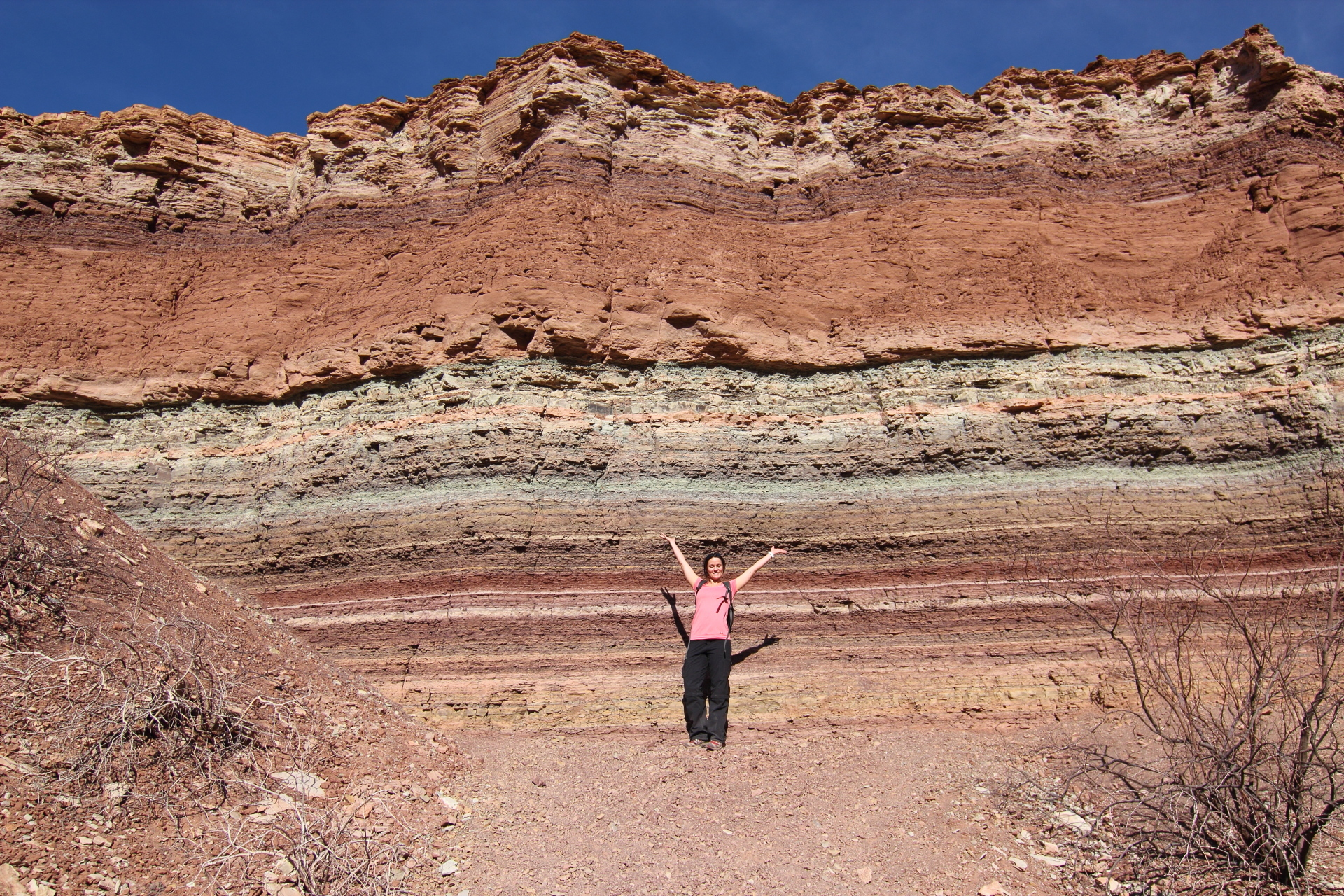
Warstwa w Salta (Argentyna).

Litostratygrafia – dziedzina stratygrafii oparta na kryteriach litologicznych. Polega na wydzielaniu w profilach geologicznych jednostek stratygraficznych różniących się od siebie rodzajem skał i korelacją tych jednostek w różnych profilach między sobą.
Klasyfikacja litostratygraficzna jest podstawowym rodzajem klasyfikacji stratygraficznej i można ją zastosować do wszystkich rodzajów skał.
Formalne jednostki litostratygraficzne:
- nadgrupa (supergroup)
- grupa  (group)
- podgrupa (subgroup)
- formacja (formation)
- ogniwo (member)
- warstwa (bed) (używane w liczbie pojedynczej!)

Nieformalne jednostki litostratygraficzne:
- warstwy
- zespoły warstw
- ławice
- serie
- oddział
- pakiet
- suita
- sekwencja
- kompleks
- poziom